# Tkatxov
Tkatxov - Ткачёв (rus) - és un khútor de la República d'Adiguèsia, a Rússia. Es troba a la vora dreta del riu Ulka, a 24 km al nord de Tulski i a 15 km al nord de Maikop.
Pertany al municipi de Kràsnaia Ulka.